# Amit Gershon
Amit Gershon (in ebraico עמית גרשון‎?; Hadera, 5 dicembre 1995) è un cestista israeliano.